# Fausto dos Santos
Fausto dos Santos (Codó, 1905. január 28. – Santos Dumont, 1939. március 29.) brazil válogatott labdarúgó-középpályás.